# Jerzy Tyczyński (aktor)
Jerzy Tyczyński (ur. 8 kwietnia 1907 w Smile, zm. 19 sierpnia 2003 w Łodzi) – polski aktor.

## Filmografia
- 2000 - Bajland
- 1999 - Czy można się przysiąść?
- 1997 - Księga wielkich życzeń
- 1987 - Trójkąt Bermudzki
- 1987 - Opowieść Harleya
- 1986 - Złoty pociąg
- 1985 - W cieniu nienawiści
- 1985 - Na tropie zdrady
- 1984 - Przyspieszenie
- 1983 - Thais
- 1981 - Znachor
- 1981 - Jan Serce - Buła, kuracjusz w sanatorium
- 1977 - serial Lalka (odcinki: Wiejskie rozrywki, Damy i kobiety)
- 1961 - Nafta